# هارتموت هایدمن
هارتموت هایدمن (انگلیسی: Hartmut Heidemann؛ زادهٔ ۵ ژوئن ۱۹۴۱) بازیکن فوتبال اهل آلمان است.
از باشگاه‌هایی که در آن بازی کرده‌است می‌توان به باشگاه فوتبال دویسبورگ اشاره کرد.
وی همچنین در تیم ملی فوتبال آلمان بازی کرده‌است.